# Zelanda
Zelanda is een geslacht van spinnen uit de familie bodemjachtspinnen (Gnaphosidae).

## Soorten
De volgende soorten zijn bij het geslacht ingedeeld:
- Zelanda elongata (Forster, 1979)
- Zelanda erebus (L. Koch, 1873)
- Zelanda kaituna (Forster, 1979)
- Zelanda miranda (Forster, 1979)
- Zelanda obtusa (Forster, 1979)
- Zelanda titirangia (Ovtsharenko, Fedoryak & Zakharov, 2006)